# Косколь (Павлодарская область)
Косколь (каз. Қоскөл, до 1997 года — Котельниково) — село в Иртышском районе Павлодарской области Казахстана. Расположено в 277 км к северо-западу от областного центра — Павлодара и в 108 км к западу от районного центра — Иртышска. Административный центр и единственный населённый пункт Коскольской сельской администрации. Код КАТО — 554649100.

## История
Село было основано в 1916 году крестьянами-переселенцами у озера Оймаколь. Озеро по форме напоминало котёл, поэтому село было названо Котельниково. До 1928 года село находилось в составе Акмолинской губернии. При районировании в 1928 году и создании округов, часть территории волости с сёлами Котельниково и Сладководское были переданы в Иртышский район Павлодарского округа.
В 1954 году на базе колхоза, госземфонда и части земель Селетинского совхоза был организован целинный зерновой совхоз «Коскольский» с центральной усадьбой в селе Котельниково.

## Население
В 1985 году в селе жили 1223 человека. В 1999 году население села составляло 1210 человек (593 мужчины и 617 женщин). По данным переписи 2009 года, в селе проживало 680 человек (341 мужчина и 339 женщин).